# Toplitsa (Vraptchichté)
Toplitsa (en macédonien Топлица ; en albanais Toplica) est un village du nord-ouest de la Macédoine du Nord, situé dans la municipalité de Vraptchichté. Le village comptait 1274 habitants en 2002. Il est majoritairement albanais.

## Démographie
Lors du recensement de 2002, le village comptait :
- Albanais : 1 267
- Bosniaques : 1
- Autres : 6